# Sceloporus nelsoni
Sceloporus nelsoni (колюча ігуана Нельсона) — вид ігуаноподібних ящірок родини фриносомових (Phrynosomatidae). Ендемік Мексики. 

## Підвиди
Виділяють два підвиди:
- Sceloporus nelsoni nelsoni Cochran, 1923;
- Sceloporus nelsoni barrancorum Tanner & Robison, 1960.

## Поширення і екологія
Колючі ігуани Нельсона мешкають в передгір'ях гірського масиву Західної Сьєрра-Мадре, від південної Сонори і південно-західного Чіуауа через Сіналоа і Наярит до центрального Халіско. Вони живуть в сухих широколистяних лісах, що ростуть на скелястих схилах гір.